# Friedrich Ohmann

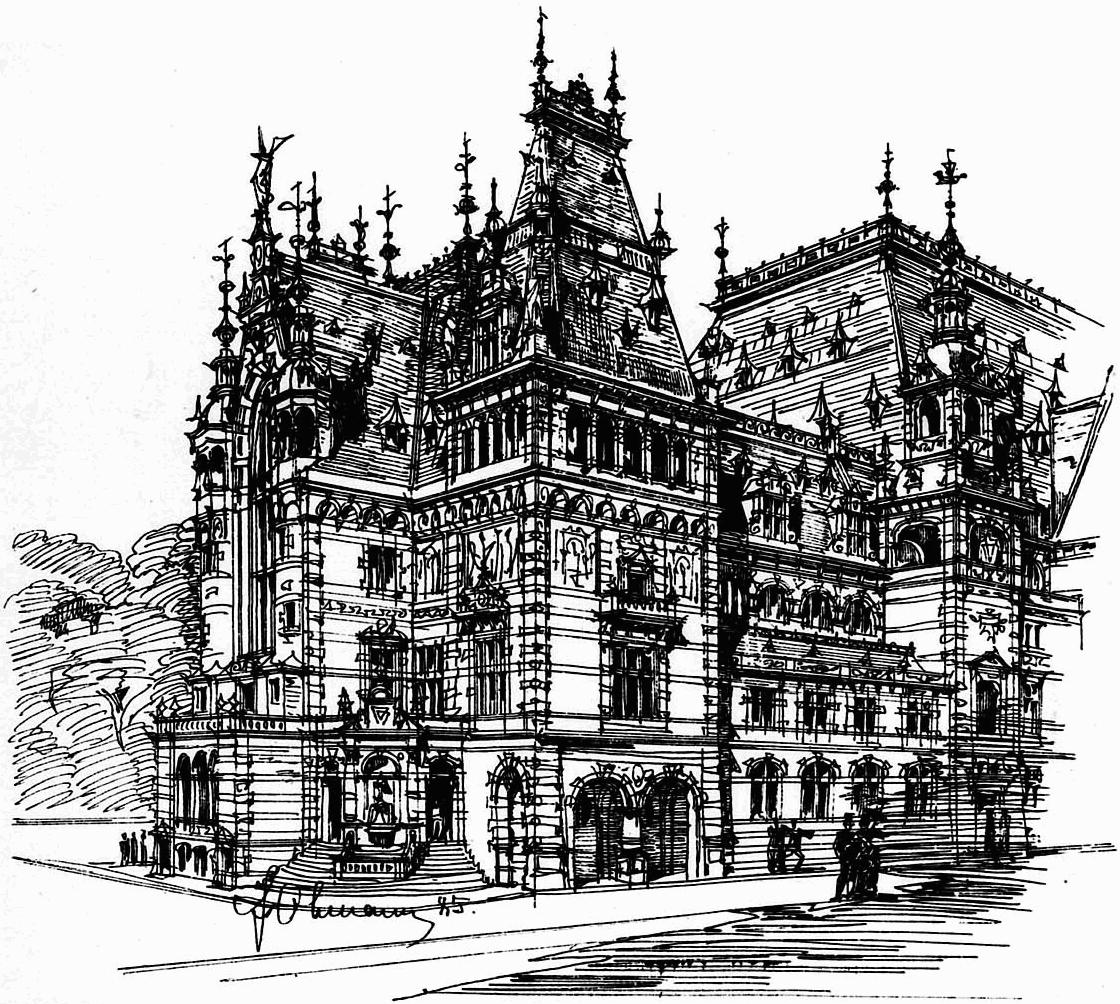
Ontwerp voor een beurs in Amsterdam, perspectieftekening van de noordhoek. Juni 1885.

Friedrich Ohmann (Lemberg (thans Lviv, Oekraïne), 21 december 1858 – Wenen, 6 april 1927) was een Oostenrijks architect.

## Levensloop
Hij volgde eerst een opleiding aan de Technische Hogeschool Wenen, waar hij les kreeg van Heinrich von Ferstel en Carl König en later aan de Academie van beeldende kunsten, waar hij les kreeg van Friedrich von Schmidt.
In 1884 nam hij samen met de Nederlandse architect John Groll deel aan de internationale prijsvraag voor een beursgebouw in Amsterdam (zie Beurs van Berlage). Hun ontwerp, dat het motto 'In hoc signo floresco' (In dit teken bloei ik) droeg, behoorde tot de vijf inzendingen die toegelaten werden tot de besloten tweede ronde. Met dit ontwerp, dat voor 1 mei 1885 ingediend moest worden, wonnen ze de tweede plaats, die goed was voor ƒ 6.000,-. Toen hij de tentoonstelling van de bekroonde ontwerpen bezocht, merkte Ohmann dat zijn ontwerp nog wat verduidelijkt moest worden, waarna hij uit het hoofd in slechts 5 uur de hiernaast afgebeelde perspectieftekening maakte.
Van 1889 tot 1899 werkte hij als professor decoratieve architectuur aan een school voor toegepasten kunst in Praag. Vanaf 1898 ontwierp hij talloze gebouwen en bruggen nabij en over de Wien in Wenen. Tussen 1899-1907 leidde hij de bouw van de Neue Burg, eveneens in Wenen. Vanaf 1904 gaf hij leiding aan een masterclass aan de Academie voor Beeldende Kunsten Wenen.

## Stijl
In zijn Praagse jaren was hij een aanhanger van een gematigde jugendstil, later echter stapte hij echter over naar de neobarok. Vaak mengde Ohmann beide stijlen zoals in zijn Glashaus in de Wiener Burggarten.
- Gemeinsame Normdatei: 123798345
- International Standard Name Identifier: 0000 0001 1062 8182
- Library of Congress Control Number: nr97010893
- Nationale Bibliotheek van Tsjechië: jk01090990
- Nationale Bibliotheek van Polen: a0000003247899
- RKD-Nederlands Instituut voor Kunstgeschiedenis: 272574
- Union List of Artist Names: 500056852
- Virtual International Authority File: 52606337
- WorldCat: E39PBJtmmwRK7MxGVqDfvh4yVC